# (38769) 2000 RS7
2000 RS7 (asteroide 38769) é um asteroide da cintura principal. Possui uma excentricidade de 0.25310110 e uma inclinação de 11.14704º.
Este asteroide foi descoberto no dia 1 de setembro de 2000 por LINEAR em Socorro.